# Шенајх
Шенајх (њем. Schönaich) општина је у њемачкој савезној држави Баден-Виртемберг. Једно је од 25 општинских средишта округа Беблинген. Према процјени из 2010. у општини је живјело 9.758 становника. Посједује регионалну шифру (AGS) 8115044.

## Географски и демографски подаци
Шенајх се налази у савезној држави Баден-Виртемберг у округу Беблинген. Општина се налази на надморској висини од 435 метара. Површина општине износи 14,2 km². У самом мјесту је, према процјени из 2010. године, живјело 9.758 становника. Просјечна густина становништва износи 689 становника/km².